# LiLii Kaona
LiLii Kaona（リリィカオナ）は、日本の女性ヴォーカルユニット。通称「リリカオ」。2017年10月1日ステージデビュー。2022年7月2日下北沢Shangri-Laでのワンマンライブ「THE FINAL～終幕～」をもって解散。

## 概要
「オーガニック」＋「エレクトロニカ」＝「オーガニカ」という新たなジャンルを掲げ、ライブパフォーマンスを行っている女性ヴォーカルユニット。メンバーのKOYUKI（中嶋こゆき）、YUKA（吉原ゆうか）は舞台女優としても活動していた。
プロデューサーの三嶋道人がすべての楽曲について作詞作曲、アレンジ、トラック制作を担当し、独自の世界観を演出している。また、メンバーのKOYUKIがすべての振り付けを担当している。

## 沿革
2017年
- 10月1日、『iDOL GROOVE LiVE in Yokohama 2017 SP7』（YOKOHAMA O-SITE）でお披露目。1stCD-R『秘密の森』発売。
- 10月12日、TwitterのLiLii Kaona公式アカウント開設。

2018年
- 1月10日、オフィシャルサイト開設。
- 1月27日、『iDOL GROOVE LiVE in Yokohama 2018 SP1』に出演。対バンした眉村ちあきのマイクパフォーマンスからコラボレーションが決まる。2ndCD-R『utanoha』発売。
- 2月５日、『雨音』のMVを公開。
- 3月1日、『南波一海のアイドル三十六房』（タワレコTV）に初出演。終了後、ツイキャスにて『幻想シャーロット』をフルコーラスで配信。
- 4月2日、『MAYUKAOオンザビーチ』（下北沢SHELTER）にて眉村ちあきとともに『幻想シャーロット』を初披露し、限定300枚でCDを発売。
- 4月6日、初主催ライブ『Surrounded by Organica Vol.1』を青山 月見ル君想フにて開催。
- 5月17日、ao studio主催ライブ『The Fruits Vol.1』（渋谷DESEO mini）に出演。
- 5月29日、主催ライブ『Surrounded by Organica Vol.2』を青山 月見ル君想フにて開催。3rdCD-R『ユメガタリ』発売。
- 6月22～24日、初遠征で沖縄へ。沖縄電子少女彩とのコラボユニットTOKYO ORGANIC CHEMICALS（東京有機薬品）お披露目。
- 6月30日、amiinAの主催ライブ『WonderTraveller!!! OSAKA』（FUNJ TWICE）のintermission出演のため初めての大阪遠征。
- 7月9日、主催ライブ『Surrounded by Organica Vol.3』を青山 月見ル君想フにて開催。TOKYO ORGANIC CHEMICALSのCD発売。
- 7月29日、『AOYAMA BEAT PLANET 6th』（青山 月見ル君想フ）に出演。新曲『雨の海』を初披露。『幻想シャーロット LiLii Kaona ver.』のCD-Rを物販購入者に無料配布。
- 8月15日、主催ライブ『Surrounded by Organica Vol.4』を青山 月見ル君想フにて開催。プレス盤｢1st mini album｣発売。
- 9月6日、『南波一海のアイドル三十六房』（タワレコTV）に2度目の出演。
- 10月1日、『1st anniversary oneman live』を青山 月見ル君想フにて開催。新曲『atmosphere』『かげろう』を初披露＆2ndミニアルバム『dawn』発売開始。『砂漣』のMVを公開。
- 11月30日、主催ライブ『Surrounded by Organica Vol.5』を青山 月見ル君想フにて開催。新曲『Deracine』を初披露。
- 12月16日、雷都少女の主催ライブ『Dawn of Idol vol.120』『～雷都少女 町田愛花生誕祭～ 愛花苺歳』（ちょっ蔵ホール）に出演のため初めての栃木遠征。
- 12月23～24日、キャンディランド教団の主催ライブ『IDOL_RAW_23_XmasSP』（THE MAT'S）に出演のためYUKAの出身地石川に初めての遠征。
- 12月27日、『南波一海のアイドル三十六房』のR-グランプリ2018にてMAYUKAO（眉村ちあき×LiLii Kaona）の『幻想シャーロット』がグランプリを獲得。[1]

2019年
- 2月3日、青山 月見ル君想フとの共催ライブ『Moonromantic by Organia vol.1』を開催。新曲『真昼の月』を初披露。
- 2月22日、主催ライブ『Surrounded by Organica Vol.6』を青山 月見ル君想フにて開催。4thCD-R『真昼の月』とSEを収録したCD-R『Sound Effect by LiLii Kaona』発売。
- 3月2日、cana÷bissの主催ライブ『Catch Up Vol.15 -cana÷biss 2nd Anniversary-』（柳都SHOW!CASE!!）に出演のため初めての新潟遠征。
- 4月3日、 Lion net girlとの共催ライブ『Cosmic Discord Vol.1』を代官山SPACE ODDにて開催。新曲『across the sea』を初披露。
- 4月21日、THEE CONTINENTAL KIDSのムネ（Vo)との共同企画『NO RULE! Vol.1』を高円寺ShowBoatで開催。伝説的なハードコア/パンクバンドと対バンを果たす。
- 5月8日、1stおよび2ndミニアルバムから5曲をセレクトしたミニアルバム『utanoha』を配信限定でリリース。[2]
- 5月9日、『南波一海のアイドル三十六房』（タワレコTV）に3度目の出演。2019年7月に1stフルアルバムを発売することを発表。
- 5月10日、主催ライブ『Surrounded by Organica Vol.7』を青山 月見ル君想フにて開催。新曲『火花』を初披露。
- 5月25日、cana÷bissの主催ライブ『Catch Up Vol.16』（柳都SHOW!CASE!!）に出演のため2回目の新潟遠征。
- 6月15日、主催ライブ『Surrounded by Organica Vol.8』を青山 月見ル君想フにて開催。
- 7月1日、『火花』のMVを公開。
- 7月10日、初の全国流通作品となる1st Full Album『sasara』をタワーレコード限定で発売。[3]
- 7月12日　アルバム発売を記念して主催ライブ『Surrounded by Organica Vol.9 1st Full Album“sasara”Release Party.』を青山 月見ル君想フにて開催。 新曲『Europa』を初披露。
- 8月2日、『sasara』のリリースイベントをタワーレコード池袋店にて開催。[4]
- 8月4日、青山 月見ル君想フとの共催ライブ『Moonromantic by Organia vol.2』を開催。
- 8月28日、主催ライブ『Surrounded by Organica Vol.10』を青山 月見ル君想フにて開催。
- 9月14～15日、小松で開催されたクールイシカワエンタテインメント主催の『北陸アイドルフェスティバル』（通称HIF）に出演。
- 10月1日、『2nd Anniversary Oneman Live』を代官山SPACE ODDにて開催。新曲『Rust』『Reverberation』を初披露＆CD-R『5th Single』発売開始。入場特典としてKOYUKIの実家である讃岐物産のうどんが配布された。
- 10月5日～6日、IDOL by...! の招聘により初の福岡遠征。5日『neiro』、6日『君の"machi"、僕の"machi"』（ともにBuddy up!）に出演。
- 10月5日、タワーレコード福岡パルコ店にてSAKA-SAMAと合同インストアイベントに出演。
- 11月29日、主催ライブ『Surrounded by Organica Vol.11』を青山 月見ル君想フにて開催。
- 12月8日、cana÷bissの主催ライブ『Catch Up Vol.17』（柳都SHOW!CASE!!）に出演のため3回目の新潟遠征。
- 12月20日、主催ライブ『Surrounded by Organica Vol.12』を青山 月見ル君想フにて開催。

2020年
- 1月24日～25日、2回目の福岡遠征。24日『IDOL by...! 2nd ANNIVERSARY "EVE"』（Buddy up!）、25日『IDOL by...! 2nd ANNIVERSARY』（evoL by GRANDMIRAGE）に出演。
- 2月4日、主催ライブ『Surrounded by Organica Vol.13』を青山 月見ル君想フにて開催。新曲『琴の緒』を初披露。
- 3月22日、主催ライブ『Surrounded by Organica Vol.14』を青山 月見ル君想フにて開催。
- 3月23日、全国流通盤1stシングル『キヲク』を2020年4月22日に発売することを発表。[5]
- 4月7日、4月26日に予定していた3rd ONEMAN LIVEが新型コロナウイルスの影響により6月28日に延期となる。（その後8月2日に再延期、11月28日に再々延期となる）
- 4月14日、青山 月見ル君想フより無観客ワンマンライブ『MoonRomantic by Organica』をMoonRomantic Channelにて生配信。
- 4月22日、全国流通盤1stシングル『キヲク』発売。同日より配信もスタート。
- 6月11日、青山 月見ル君想フより始発待ちアンダーグラウンドとの無観客ツーマンライブ『MoonRomantic by Organica LiLii Kaona×始発待ちUG』をMoonRomantic Channelにて生配信。
- 7月19日、主催ライブ『Surrounded by Organica Vol.15』を青山 月見ル君想フにて開催。リリカオと同じau Studio所属のSuzurihaがオープニングアクトとしてお披露目となる。
- 10月25日、主催ライブ『Surrounded by Organica vol.16 LiLii Kaona 3rd Anniversary SP』を青山 月見ル君想フにて開催。新曲『Orb』を初披露。『Europa』のMVを公開。
- 11月8日、主催ライブ『天神祭』を青山 月見ル君想フにて開催。LiLii Kaonaをはじめ、天神綾子が衣装を手掛けたアイドルが集結したイベント。2度の延期を経て無事開催。
- 11月28日、新型コロナウイルスの影響により2度延期となっていた『3rd Anniversary Oneman Live』を青山 月見ル君想フにて開催。
- 12月13日、ao studio主催ライブ『The Fruits』（六本木VARIT）に出演。武井麻里子と『雨の海』（LiLii Kaona）と『STAR PLAYER』（武井麻里子）のコラボレーションを披露。

2021年
- 1月10日、主催ライブ『Surrounded by Organica Vol.17』を青山 月見ル君想フにて開催。
- 2月28日、ao studio主催ライブ『The Fruits “night”』（六本木VARIT）に出演。キスエクと『Rust』、始発待ちアンダーグラウンドと『琴の緒』のコラボレーションを披露。
- 3月14日、初の名古屋遠征。悩殺❤︎アフタービートの主催ライブ『『Feel the vibes vol.6～DAY～』』、『Feel the vibes vol.6～逢夢ある生誕祭～』（ともに今池3STAR）に出演。
- 4月17日、主催ライブ『Surrounded by Organica Vol.18』を青山 月見ル君想フにて開催。
- 5月7日、吉田豪&南波一海の"もっとこのアイドルが見たい"《無観客配信版》（LOFT9）に出演。トークコーナーにプロデューサーの三嶋道人も参加。
- 6月5日、2回目の名古屋遠征。cana÷bissとXOXO EXTREMEの『合同リリース大会 名古屋LIVE STAGE編』『合同リリース大会 名古屋TALK &LIVE STAGE編』（ともにLive Venue）に出演。
- 6月19日、主催単独ライブ『DEEP FLOWS Vol.01』を青山 月見ル君想フにて開催。
- 7月10日、主催ライブ『Surrounded by Organica Vol.19』を青山 月見ル君想フにて開催。新曲『Fragile』を初披露。
- 9月19日、シアターギルド代官山にて初のサイレントライブ『DEEP FLOWS vol.02』を開催（昼夜2部制）。『Orb』『Fragile』のMVを初披露。
- 9月26日、都内某所にてSAWA主催のスナックSAWAに出演。
- 10月7日、『南波一海のアイドル三十六房』（タワレコTV）に4度目の出演。
- 10月9日～10日、3回目の福岡遠征。9日『IDOL by...! presents AFFINITY MUSIC <DAY><NIGHT>』、10日『IDOL by...! presents AFFINITY MUSIC <FINAL>』（ともにBuddy up!）に出演。
- 10月24日、西永福JAMにて『LiLii Kaona 4th Anniversary New Maxi Single 『SHION』発売記念 ONEMAN LIVE』を開催。
- 10月27日、シングル『SHION』発売。同日より配信もスタート。
- 11月6日、主催ライブ『Surrounded by Organica Vol.20』を青山 月見ル君想フにて開催。
- 11月12日、タワーレコード新宿店にてSAWAと合同で『SHION』リリース記念インストアイベントに出演。[6]
- 11月27～28日、4回目の新潟遠征。『Catch Up Vol.18.9 -NIGHT-』（柳都SHOW!CASE!!）と『Catch Up Vol.19』（新潟LOTS）に出演。
- 12月9日、主催ライブ『Surrounded by Organica Vol.21』を青山 月見ル君想フにて開催。
- 12月26日、今回より下北沢UPにて開催となったスナックSAWA忘年会に出演。

2022年
- 1月16日、XOXO EXTREMEとのツーマンライブ『Progressive Organica』を青山 月見ル君想フにて開催。
- 1月29日、スナックSAWA新年会（下北沢UP）に出演。ゲストはcana÷bissのごいちー。
- 2月10日、HMV&BOOKS SHIBUYAにてWAY WAVE、小日向由衣と合同で『SHION』リリース記念インストアイベントに出演。
- 2月16日、主催ライブ『Surrounded by Organica Vol.22』を青山 月見ル君想フにて開催。
- 3月21日、2回目となる『天神祭』を西永福JAMにて開催。今回も天神綾子が衣装を手掛けたアイドルが集結。
- 3月27日、主催ライブ『Surrounded by Organica Vol.23』を青山 月見ル君想フにて開催。
- 4月1日、スナックSAWA（下北沢UP）に出演。
- 4月4日、7月2日に下北沢Shangri-Laにて開催するラストワンマンをもって解散することを発表。[7]
- 4月17日、主催ライブ『Surrounded by Organica THE FINAL [DAY]』、『Surrounded by Organica THE FINAL [NIGHT]』を青山 月見ル君想フにて開催。入場特典としてKOYUKIの実家である讃岐物産のうどんが配布された。
- 4月17日、主催ライブ『Surrounded by Organica THE FINAL [DAY]』、『Surrounded by Organica THE FINAL [NIGHT]』を青山 月見ル君想フにて開催。入場特典としてKOYUKIの実家である讃岐物産のうどんが配布された。
- 5月7日、Last Single｢終幕｣発売記念 単独公演『DEEP FLOWS Vol.03』を青山 月見ル君想フにて開催。その後、LOFT HEAVENにて『“南波一海のヒアヒア”–LiLii Kaonaの場合』に出演。
- 5月28日、主催ライブ『TONE POEM』を青山 月見ル君想フにて開催。
- 7月2日、ラストワンマンライブ『THE FINAL～終幕～』を下北沢Shangri-Laにて開催。サプライズでMAYUKAOとして眉村ちあきが客演。

## メンバー
| 氏名                  | 誕生日  | 出身地 | 備考                                                |
| --------------------- | ------- | ------ | --------------------------------------------------- |
| KOYUKI （中嶋こゆき） | 3月12日 | 香川県 | すべての楽曲の振り付けを担当している                |
| YUKA （吉原ゆうか）   | 7月10日 | 石川県 | YUKA個人のYouTubeチャンネル『ゆうかサンはゲーム中』 |

## 主催・共催ライブ
| #  | 日時           | タイトル                                                    | 会場                 | 備考 |
| -- | -------------- | ----------------------------------------------------------- | -------------------- | --- |
| 1  | 2018年4月6日   | Surrounded by Organica Vol.1                                | 青山 月見ル君想フ    | 出演者：二木蒼生、KOTO、武井麻里子、沖縄電子少女彩、うさぎのみみっく！！                                                     |
| 2  | 2018年5月17日  | The Fruits Vol.1                                            | 渋谷DESEO mini       | 出演者：O'CHAWANZ、MAT、彼女のサーブ                                                                                         |
| 3  | 2018年5月29日  | Surrounded by Organica Vol.2                                | 青山 月見ル君想フ    | 出演者：SAWA、nuance、沖縄電子少女彩、YAMA-KASU（鈴木花純）、RIO                                                             |
| 4  | 2018年7月9日   | Surrounded by Organica Vol.3                                | 青山 月見ル君想フ    | 出演者：二木蒼生、YAMA-KASU（鈴木花純）、沖縄電子少女彩、G-COMPLEx、TOKYO ORGANIC CHEMICALS                                  |
| 5  | 2018年8月15日  | Surrounded by Organica Vol.4                                | 青山 月見ル君想フ    | 出演者：鈴木花純&YUU(RY's)、会心ノ一撃、NaNoMoRaL、IVOLVE、POPPING EMO                                                       |
| 6  | 2018年10月1日  | 1st anniversary oneman live                                 | 青山 月見ル君想フ    | ゲスト：TOKYO ORGANIC CHEMICALS                                                                                              |
| 7  | 2018年11月30日 | Surrounded by Organica Vol.5                                | 青山 月見ル君想フ    | 出演者：nuance、NaNoMoRaL、鈴木花純、Umihotal、めろん畑a go go                                                               |
| 8  | 2019年2月3日   | Moonromantic by Organica vol.1                              | 青山 月見ル君想フ    | 出演者：棘-おどろ-、Bury、KOTO、あさちる、沖縄電子少女彩、始発待ちアンダーグラウンド                                         |
| 9  | 2019年2月22日  | Surrounded by Organica Vol.6                                | 青山 月見ル君想フ    | 出演者：・・・・・・・・・、HAMIDASYSTEM、終わらないで、夜                                                                   |
| 10 | 2019年4月3日   | Cosmic Discord Vol.1                                        | 代官山SPACE ODD      | 出演者：Lion net girl、会心ノ一撃、めろん畑a go go、NaNoMoRaL、棘-おどろ-、ノルウェージャンフォレストガール                  |
| 11 | 2019年4月21日  | NO RULES！ Vol.1                                            | 高円寺ShowBoat       | 出演者：SLIGHT SLAPPERS、ROSE ROSE、SCAMP、爆裂女子-BURST GIRL- THEE CONTINENTAL KIDS                                        |
| 12 | 2019年5月10日  | Surrounded by Organica Vol.7                                | 青山 月見ル君想フ    | 出演者：nuance、校庭カメラアクトレス、キャンディZOOナイトメア、OBP                                                           |
| 13 | 2019年6月15日  | Surrounded by Organica Vol.8                                | 青山 月見ル君想フ    | 出演者：代代代、染脳ミーム、RAY、HAMIDASYSTEM                                                                                |
| 14 | 2019年7月12日  | Surrounded by Organica Vol.9                                | 青山 月見ル君想フ    | 出演者：新しい学校のリーダーズ、めろん畑a go go                                                                              |
| 15 | 2019年8月4日   | Moonromantic by Organica vol.2                              | 青山 月見ル君想フ    | 出演者：代代代、RAY、キャンディZOOナイトメア                                                                                 |
| 16 | 2019年8月28日  | Surrounded by Organica Vol.10                               | 青山 月見ル君想フ    | 出演者：NaNoMoRaL、avandoned、まちだガールズ・クワイア、ポポロコネクト                                                       |
| 17 | 2019年10月1日  | 2nd anniversary oneman live                                 | 代官山SPACE ODD      | ゲスト：なし |
| 18 | 2019年11月29日 | Surrounded by Organica Vol.11                               | 青山 月見ル君想フ    | 出演者：SAKA-SAMA、RAY、NECRONOMIDOL、cana÷biss                                                                              |
| 19 | 2019年12月20日 | Surrounded by Organica Vol.12                               | 青山 月見ル君想フ    | 出演者：3776、新しい学校のリーダーズ                                                                                         |
| 20 | 2020年2月4日   | Surrounded by Organica Vol.13                               | 青山 月見ル君想フ    | 出演者：スコール、情熱の蘭、始発待ちアンダーグラウンド、平日管理委員会 from 狂い咲けセンターロード、まちだガールズ・クワイア |
| 21 | 2020年3月22日  | Surrounded by Organica Vol.14                               | 青山 月見ル君想フ    | 出演者：nuance、Los An jewels、朝ぼらけの紅色は未だ君のうちに壊れずにいる、キミノマワリ。                                    |
| 22 | 2020年4月14日  | MoonRomantic by Organica                                    | 青山 月見ル君想フ    | 無観客生配信ワンマンライブ                                                                                                   |
| 23 | 2020年6月11日  | MoonRomantic by Organica                                    | 青山 月見ル君想フ    | 出演者：始発待ちアンダーグラウンド（無観客生配信ツーマンライブ）                                                             |
| 24 | 2020年7月19日  | Surrounded by Organica Vol.15                               | 青山 月見ル君想フ    | 出演者：SAWA、NaNoMoRaL、オモテカホ、(O.A.Suzuriha)                                                                          |
| 25 | 2020年10月25日 | Surrounded by Organica Vol.16                               | 青山 月見ル君想フ    | 出演者：963、Suzuriha |
| 26 | 2020年11月8日  | 天神祭                                                      | 青山 月見ル君想フ    | 出演者：cana÷biss、まちだガールズ・クワイア、XOXO EXTREME、沖縄電子少女彩、Suzuriha                                          |
| 27 | 2020年11月28日 | 3rd Anniversary Oneman Live                                 | 青山 月見ル君想フ    | ゲスト：冴月里実（Dance） |
| 28 | 2021年1月10日  | Surrounded by Organica Vol.17                               | 青山 月見ル君想フ    | 出演者：彼女のサーブ&レシーブ、美味しい曖昧、Suzuriha                                                                        |
| 29 | 2021年2月28日  | The Fruits “night”                                          | 六本木VARIT          | 出演者：XOXO EXTREME、始発待ちアンダーグラウンド                                                                             |
| 30 | 2021年4月17日  | Surrounded by Organica Vol.18                               | 青山 月見ル君想フ    | 出演者：cana÷biss、XOXO EXTREME、Leo-Wonder、(O.A.カナエ from Suzuriha)                                                      |
| 31 | 2021年6月19日  | DEEP FLOWS Vol.01                                           | 青山 月見ル君想フ    | ゲスト：カナエ from Suzuriha                                                                                                 |
| 32 | 2021年7月10日  | Surrounded by Organica Vol.19                               | 青山 月見ル君想フ    | 出演者：まちだガールズ・クワイア、武井麻里子                                                                                 |
| 33 | 2021年9月19日  | DEEP FLOWS Vol.02                                           | シアターギルド代官山 | ゲスト：なし |
| 34 | 2021年10月24日 | 4th Anniversary New Maxi Single｢SHION｣ 発売記念 ONEMAN LIVE | 西永福JAM            | ゲスト：なし |
| 35 | 2021年11月6日  | Surrounded by Organica Vol.20                               | 青山 月見ル君想フ    | 出演者：MEWCATUNE、innes、棘-おどろ-、始発待ちアンダーグラウンド                                                             |
| 36 | 2021年12月9日  | Surrounded by Organica Vol.21                               | 青山 月見ル君想フ    | 出演者：グレーテルは大人にならない、POMERO、まちだガールズ・クワイア、XOXO EXTREME                                           |
| 37 | 2022年1月16日  | LiLii Kaona×XOXO EXTREME Progressive Organica               | 青山 月見ル君想フ    | 出演者：XOXO EXTREME（ツーマンライブ）                                                                                       |
| 38 | 2022年2月16日  | Surrounded by Organica Vol.22                               | 青山 月見ル君想フ    | 出演者：イートイン、89-ハチキュウ-、グデイ                                                                                   |
| 39 | 2022年3月21日  | 天神祭                                                      | 西永福JAM            | 出演者：XOXO EXTREME、cana÷biss、まちだガールズ・クワイア、1/fキュレーション、MEWCATUNE                                      |
| 40 | 2022年3月27日  | Surrounded by Organica Vol.23                               | 青山 月見ル君想フ    | 出演者：IDOLATER、nuance |
| 41 | 2022年4月17日  | Surrounded by Organica THE FINAL [DAY]                      | 青山 月見ル君想フ    | 出演者：SAWA、XOXO EXTREME、まちだガールズ・クワイア、cana÷biss                                                              |
| 42 | 2022年4月17日  | Surrounded by Organica THE FINAL [NIGHT]                    | 青山 月見ル君想フ    | 出演者：まちだガールズ・クワイア、カノサレ、ごいちー、始発待ちアンダーグラウンド、SUMMER ROCKET                              |
| 43 | 2022年5月7日   | DEEP FLOWS Vol.03                                           | 青山 月見ル君想フ    | ゲスト：なし（ラストシングル『終幕』発売記念単独公演）                                                                       |
| 44 | 2022年5月28日  | TONE POEM                                                   | 青山 月見ル君想フ    | 出演者：まちだガールズ・クワイア、武井麻里子                                                                                 |
| 45 | 2022年7月2日   | THE FINAL～終幕～                                           | 下北沢Shangri-La     | ゲスト：眉村ちあき（MAYUKAOとして出演）                                                                                      |